# Mercedes-Benz Sprinter Transfer
De Mercedes-Benz Sprinter Transfer is een midibustype van het Duitse automobielconcern Mercedes-Benz/EvoBus. De Sprinter Transfer is in productie vanaf 2006 en had als doel om een moderne minibus voor de streekdiensten te worden.

## Technische specificaties
| Type                   | Sprinter Transfer 23                            | Sprinter Transfer 34                            | Sprinter Transfer 35                            | Sprinter Transfer 45                            | Sprinter Transfer 55                            |
| ---------------------- | ----------------------------------------------- | ----------------------------------------------- | ----------------------------------------------- | ----------------------------------------------- | ----------------------------------------------- |
| Lengte                 | 5 910 mm                                        | 6 945 mm                                        | 6 945 mm                                        | 7 345 mm                                        | 7 665 mm                                        |
| Breedte                | 1 993 mm                                        | 1 993 mm                                        | 1 993 mm                                        | 1 993 mm                                        | 1 993 mm                                        |
| Hoogte (incl. dakunit) | 2 820 mm                                        | 2 820 mm                                        | 2 820 mm                                        | 2 820 mm                                        | 2 820 mm                                        |
| Hoogte (excl. dakunit) | 2 790 mm                                        | 2 790 mm                                        | 2 790 mm                                        | 2 790 mm                                        | 2 790 mm                                        |
| Wielbasis              | 3 665 mm                                        | 4 325 mm                                        | 4 325 mm                                        | 4 325 mm                                        | 4 325 mm                                        |
| Vooroverbouw           | 1 004 mm                                        | 1 004 mm                                        | 1 004 mm                                        | 1 004 mm                                        | 1 004 mm                                        |
| Achteroverbouw         | 1 240 mm                                        | 1 615 mm                                        | 1 615 mm                                        | 2 015 mm                                        | 2 335 mm                                        |
| Interieurhoogte        | 1 900 mm                                        | 1 900 mm                                        | 1 900 mm                                        | 1 900 mm                                        | 1 900 mm                                        |
| Draaicirkel            | 13 600 mm                                       | 15 600 mm                                       | 15 600 mm                                       | 15 600 mm                                       | 15 600 mm                                       |
| Motor                  | Euro V/EEV MB OM 651 DE 22 LA (CDI-dieselmotor) | Euro V/EEV MB OM 651 DE 22 LA (CDI-dieselmotor) | Euro V/EEV MB OM 651 DE 22 LA (CDI-dieselmotor) | Euro V/EEV MB OM 651 DE 22 LA (CDI-dieselmotor) | Euro V/EEV MB OM 651 DE 22 LA (CDI-dieselmotor) |
| Vermogen               | 70-120 kW                                       | 95-120 kW                                       | 95-120 kW                                       | 95-140 kW                                       | 95-140 kW                                       |
| Aantal zitplaatsen     | 13                                              | 16                                              | 16                                              | 16                                              | 19                                              |

De gegevens van de Sprinter Transfer 34 en 35 lijken haast wel gelijk aan elkaar, maar de twee bussen verschillen in bandenmaat en in maximaal toegelaten gewichten.

## Inzet
De Sprinter Transfer komt voor in verschillende landen. De bussen komen onder ander voor in Duitsland, Frankrijk en Groot-Brittannië op enkele stads- en streekdiensten. Ook in Nederland komen enkele exemplaren voor. Zo reden er onder andere 3 exemplaren bij TCR. Deze gebruikte enkele bussen onder andere voor enkele lijnen in Zeeuws-Vlaanderen in opdracht van Veolia Transport.
| Bedrijf              | Serie         | Aantal | Inzet                              | Opmerking                                       |
| België               | België        | België | België                             | België                                          |
| -------------------- | ------------- | ------ | ---------------------------------- | ----------------------------------------------- |
| TEC                  | 4.280         | 1      | Namen - Luxemburg (Proxibus)       |                                                 |
| Duitsland            |               |        |                                    |                                                 |
| DB                   | ??            | 24     | Nedersaksen en Noordrijn-Westfalen |                                                 |
| Luxemburg            |               |        |                                    |                                                 |
| A.S. Tours           | AS1009        | 1      | Streekdienst                       |                                                 |
| A.S. Tours           | AS2500        | 1      | Streekdienst                       |                                                 |
| Autocars Meyers      | AM5536        | 1      | Streekdienst                       |                                                 |
| Autocars Meyers      | AM5545-AM5546 | 2      | Streekdienst                       |                                                 |
| Bartholmé Klierf     | SL5509        | 1      | Streekdienst                       |                                                 |
| Bartholmé Klierf     | SL5517        | 1      | Streekdienst                       |                                                 |
| Frisch Rammerech     | SL4003        | 1      | Streekdienst                       |                                                 |
| Frisch Rammerech     | SL4007        | 1      | Streekdienst                       |                                                 |
| Gemengen             | CF0118        | 1      | Streekdienst                       |                                                 |
| Ross Tratten         | SL5023        | 1      | Streekdienst                       |                                                 |
| Sales-Lentz          | SL3210        | 1      | Streekdienst                       |                                                 |
| Sales-Lentz          | SL3224-SL3229 | 6      | Streekdienst                       |                                                 |
| Voyages Bollig       | VB6640        | 1      | Streekdienst                       |                                                 |
| Voyages Bollig       | VB7730        | 1      | Streekdienst                       |                                                 |
| Voyages Bollig       | VB8870        | 1      | Streekdienst                       |                                                 |
| Nederland            |               |        |                                    |                                                 |
| Besseling Travel     | 89            | 1      | Tourvervoer                        | Reed in 2017 voor Syntus Utrecht in Amersfoort. |
| Doelen Coach Service | 58            | 1      | Tourvervoer                        |                                                 |
| Haars                | BZ-JD-99      | 1      | Tourvervoer                        |                                                 |
| Hanneman             | 85            | 1      | Tourvervoer                        |                                                 |
| Van Heugten          | 19            | 1      | Tourvervoer                        |                                                 |
| Mekers Tours         | 79-80         | 2      | Tourvervoer                        |                                                 |
| Mekers Tours         | 46-BKD-3      | 1      | Tourvervoer                        |                                                 |
| Met en Co            | BX-LG-34      | 1      | Tourvervoer                        |                                                 |
| Van Meteren          | BZ-HR-24      | 1      | Tourvervoer                        |                                                 |
| Toonen               | 81-BPS-9      | 1      | Tourvervoer                        |                                                 |

## Verwante modellen
- Sprinter Mobility, ingericht voor personen in een rolstoel of scootmobiel
- Sprinter City, een lagevloer(stads)bus
- Sprinter Travel, een mini-touringcar